# Centroclisis misera
Centroclisis misera is een insect uit de familie van de mierenleeuwen (Myrmeleontidae), die tot de orde netvleugeligen (Neuroptera) behoort. 
Centroclisis misera is voor het eerst wetenschappelijk beschreven door Navás in 1927.